# Indocala
Indocala là một chi bướm đêm thuộc họ Noctuidae.